# Grad Gornje Trušnje
Grad Gornje Trušnje (nemško Burgruine Obertrixen) leži jugozahodno od naselja Štriholče (nem.: Gattersdorf) v občini Velikovec v vzhodnem delu avstrijske zvezne dežele Koroške.  Kot manjši, preprost trinadstropni stolp  romanske arhitekturne značilnosti se nahaja na 614 m visoki skali. Verjetno je to eden od dveh gradov, ki so izpričani leta 895 v Trušenjski dolini. V zgodovinskih virih pa se prvič omenja kot »Gornje Trušnje« šele leta 1403.

## Zgodovina
Grad  Gornje Trušnje   je verjetno lahko eden od dveh gradov, ki ju je vzhodno-frankovski kralj in pozneje rimsko-nemški cesar Arnulf Koroški (* 850, † 899) leta 895 podaril Waltunu, predniku grofa Wiljema moža svete Heme. Nezakonit krški škof Berthold je omenjena dva gradova pripadajoča gospodom Trušenjskim in Krškim prepustil grofu Engelbertu I. Spanheimskemu. Po njem so Gornje Trušnje prešle na sina grofa Bernarda, ki je 1147 umrl na križarskem pohodu v Palestino, posest pa prepustil Otokarju III. Štajerskemu vojvodi. Od takrat so bili na gradu Gornje Trušnje štajerski ministeriali do leta 1261, ko so izumrli. Grad je pripadel nazaj Krški škofiji in leta 1286 ga je z zamenjavo posesti pridobil koroški vojvoda Meinhard za posest v dolini Krke.  Meinhardincem so sledili Habsburžani, tako je grad imel v zastavi leta 1359 Herman Peverlein, leta 1365 Johann von Lozberg, 1403 Celjski grofje in še istega leta škof Lovrenc Lavantinski. V zastavi so ga potem imeli leta 1445 Andrej von Weißpriach, 1448 Anton Himmelsberger, 1468 Ladislav Prager, 1481 Lenart Ravbar, 1483 Franc Prager, 1490 Pavel Staudacher in 1544 Aleksander Ravbar. 
Do  leta 1576 so imeli grad Gornje Trušnje v zastavi gospodje Ravbarji, tega leta pa ga pridobil Georg Khevenhüller, ki ga je leta 1579 prodal Viktorju Ravbarju iz Rineka. V tem času je še vedno obstajal višinski grad, saj se v 1499 omenja, da je zunaj gradu bila zgrajena kapela posvečena Sv. Erazmu.  Z izgradnjo bolj udobnega gradu ob vznožju grajskega hriba je bila utrdba na vrhu opuščena. Kot je razvidno iz napisa nad vrati na vzhodnem krilu, je leta 1605 Feliks Viktor Ravbar zgradil veličasten renesančni grad ob vznožju grajskega hriba. 
Leta 1629 je grad pripadel družini Grotta, baronom Grottenegg, in konec 17. stoletja na Žigo grofa von Welz.  Njegov sin je grad prodal Teodorju Christallniggu. Marianna grofica Goëss, rojena Christallnigg  je leta 1802 grad prodala grofu Dizmi Christallniggu. Ta ga je prenesel na sina Karla in leta 1847 ga je zaradi zadolženosti dobil na dražbi Friderik von Knapitsch. Leta 1881 je v zemljiški knjigi vpisan kot lastnik družina Ludvika pl. von Ratzenberg-Wartenburg in njegovi dediči, leta 1907 pa Evgen Thomas, 1908 knez Fajdiga Lusin-Bartol, 1910 Julius Kargel in od leta 1914 Emil Kühnel. V lasti te družine je bil grad vse do druge polovice 20. stoletja. Desetletja gradu niso veliko vzdrževali, tako da je trpela predvsem zunanjost. V zadnjem času je prišlo do obnavljanja gradu in na gradu je odprta kavarna in razstavna galerija.

## Spletne povezave
http://www.wehrbauten.at/ktn/obertrixen/slideshow.html